# Takuu

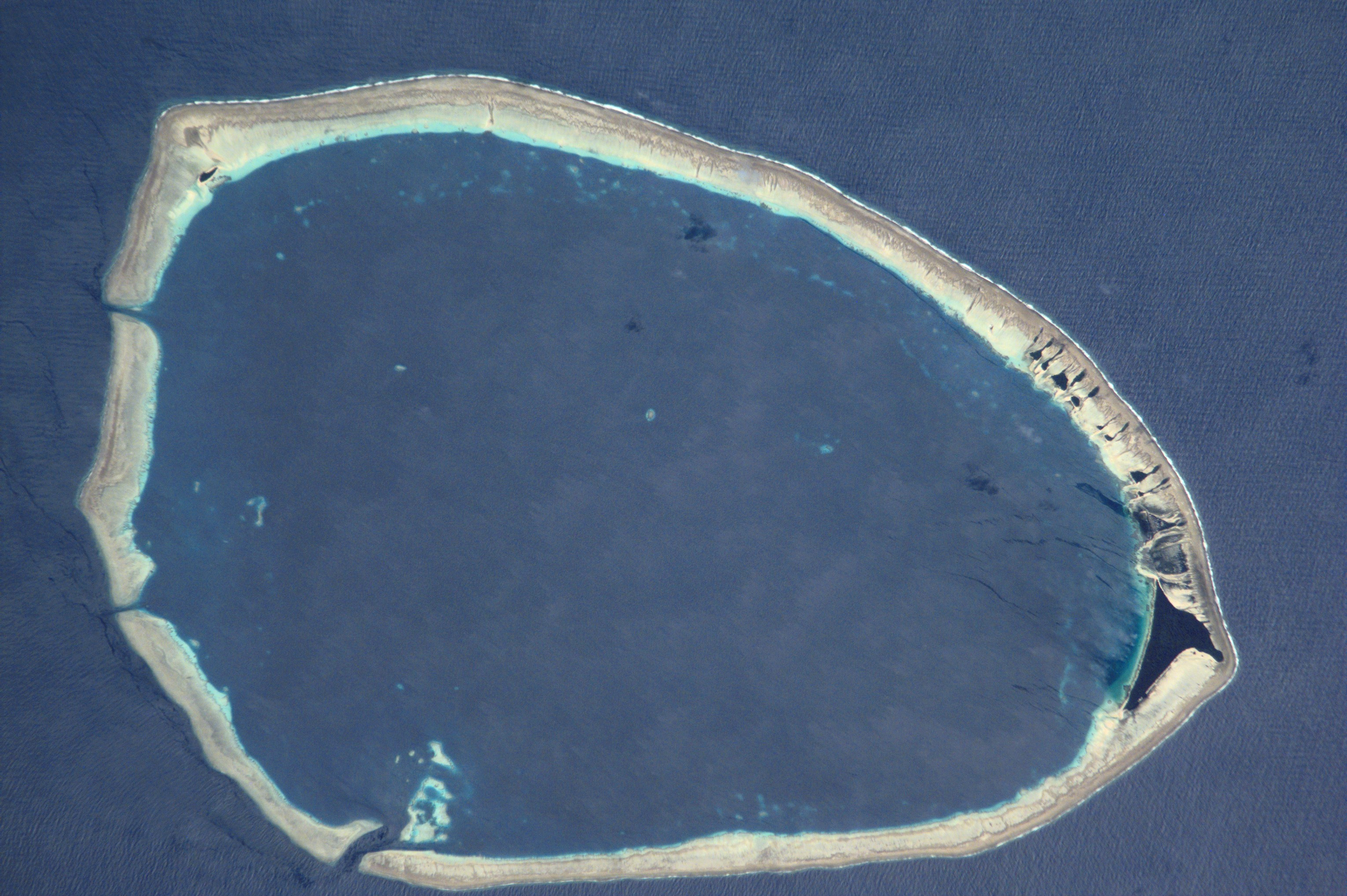

Takuu, precedentemente noto come Tauu e noto anche come Takuu Mortlock o Isole Marqueen, è un piccolo atollo isolato al largo della costa orientale di Bougainville in Papua Nuova Guinea. Fa parte della Polinesia periferica e del distretto di Bougainville Settentrionale.
Fu "scoperta" dal capitano James Mortlock il 19 novembre 1795 sul Young William.